# 杨村镇 (剑阁县)
杨村镇，是中华人民共和国四川省广元市剑阁县下辖的一个乡镇级行政单位。2020年5月，撤销锦屏乡，将其行政区域划归杨村镇管辖。

## 行政区划
杨村镇下辖以下地区：
龙鞍社区、杨垭村、石门村、长湖村、官店村、建设村、柏梓村和三合村。